# Chariesthes fairmairei
Chariesthes fairmairei là một loài bọ cánh cứng trong họ Cerambycidae.